# Sint-Laurentiuskerk (Ginneken)

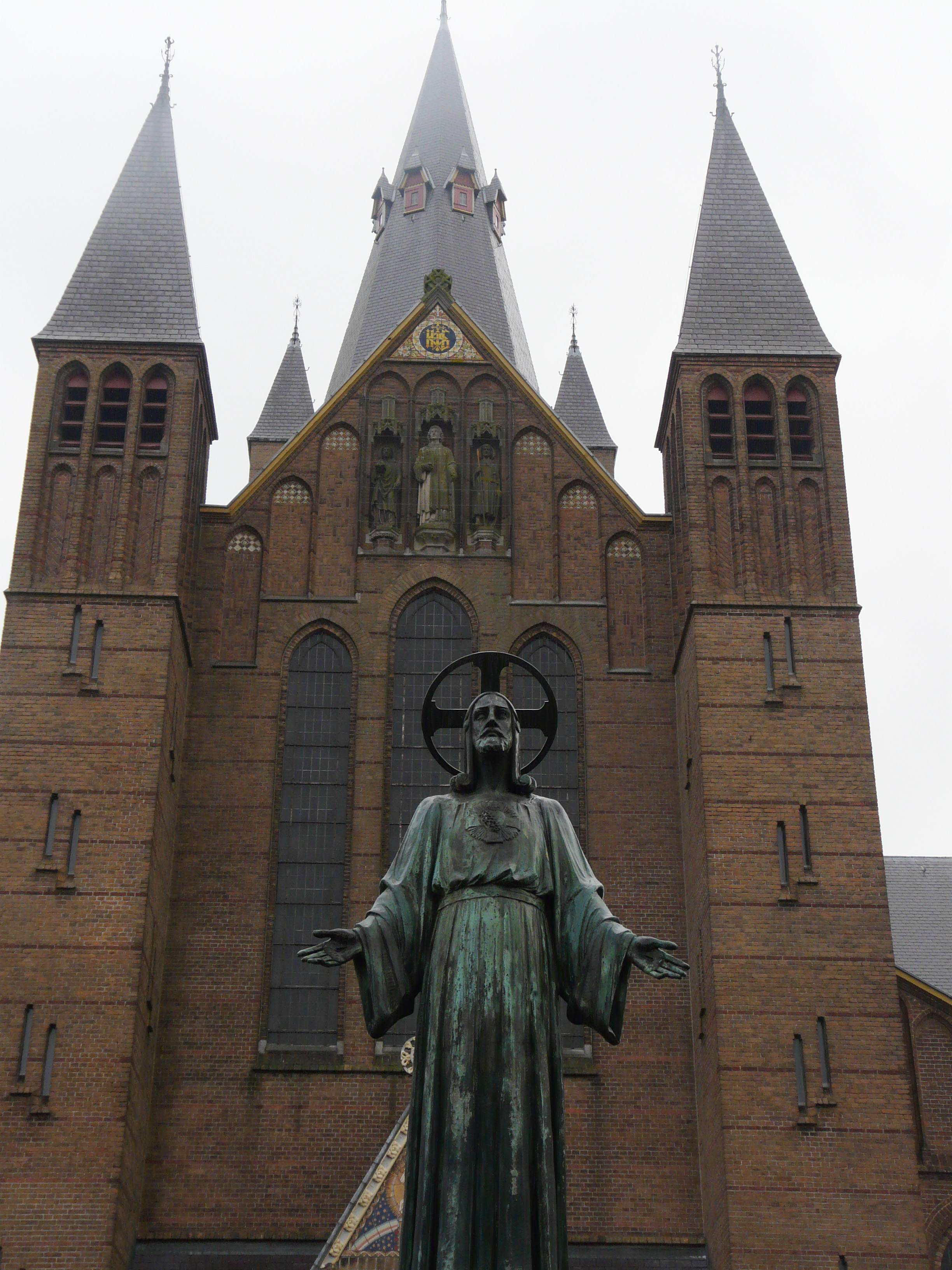
Westzijde van de Sint-Laurentiuskerk

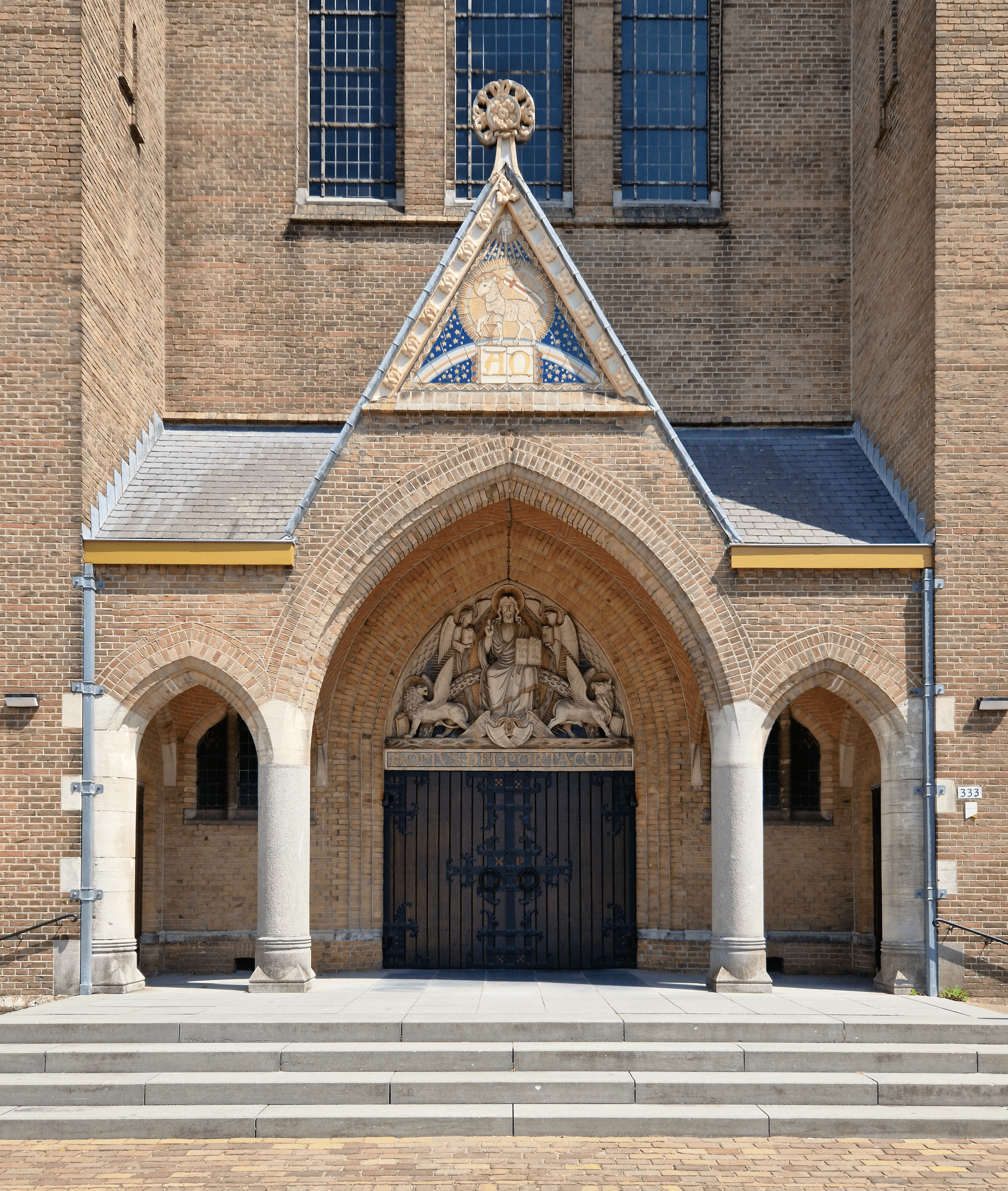
Portaal van de Sint-Laurentiuskerk

Sint-Laurentiuskerk is een Rooms-katholieke kerk aan de Ginnekenweg 333 in de wijk Ginneken in het zuiden van Breda. De kerk hoort bij de Parochie van de Heilige Familie. Het is een kruiskerk in neogotische stijl en werd ontworpen door de architecten Joseph Cuypers en Jan Stuyt. De kerk werd gebouwd in 1902 en is sinds 1978 een Rijksmonument. De lengte is 50,6 meter, de breedte 30,3 meter. De vieringtoren is 60,6 meter hoog en heeft een achtkantige spits.
De façade is bovenaan versierd met beelden van Sint-Laurentius, Romanus en Hippolytus. Boven de ingang is een tegeltableau te zien.
Rechts naast de kerk ligt het voormalige kloosterhuis Sint-Franciscus met bijbehorende school. Links, op Ginnekenweg 331 bevindt zich een pastorie, ontmoetingscentrum en secretariaat, ontworpen door Jan de Lint.

## Interieur
Links van de ingang bevindt zich de doopkapel met wand- en plafondschilderingen uit 1955 gemaakt door de kunstschilder R. Peskovsky. In het midden staat het doopvont.
In de kerk bevinden zich diverse ramen van gebrandschilderd glas. Het orgel is uit 1939 van de firma F.A. Verschueren te Heythuysen en komt uit de Heilig Hartkerk.
Er zijn vier voormalige kapellen, de Heilig Hartkapel, Mariakapel, St. Laurentiuskapel en Heilig Familiekapel waar tegenwoordig diverse beelden staan.
Het koor is zevenzijdig met er boven vijf glas-in-loodramen met voorstellingen van de Annunciatie en Eva en de slang, Geboorte van Christus en Aärons staf, Laatste Avondmaal en Melchisedech, Kruisiging en de Koperen Slang en Verrijzenis en Jonas uit de walvis.

## Galerij

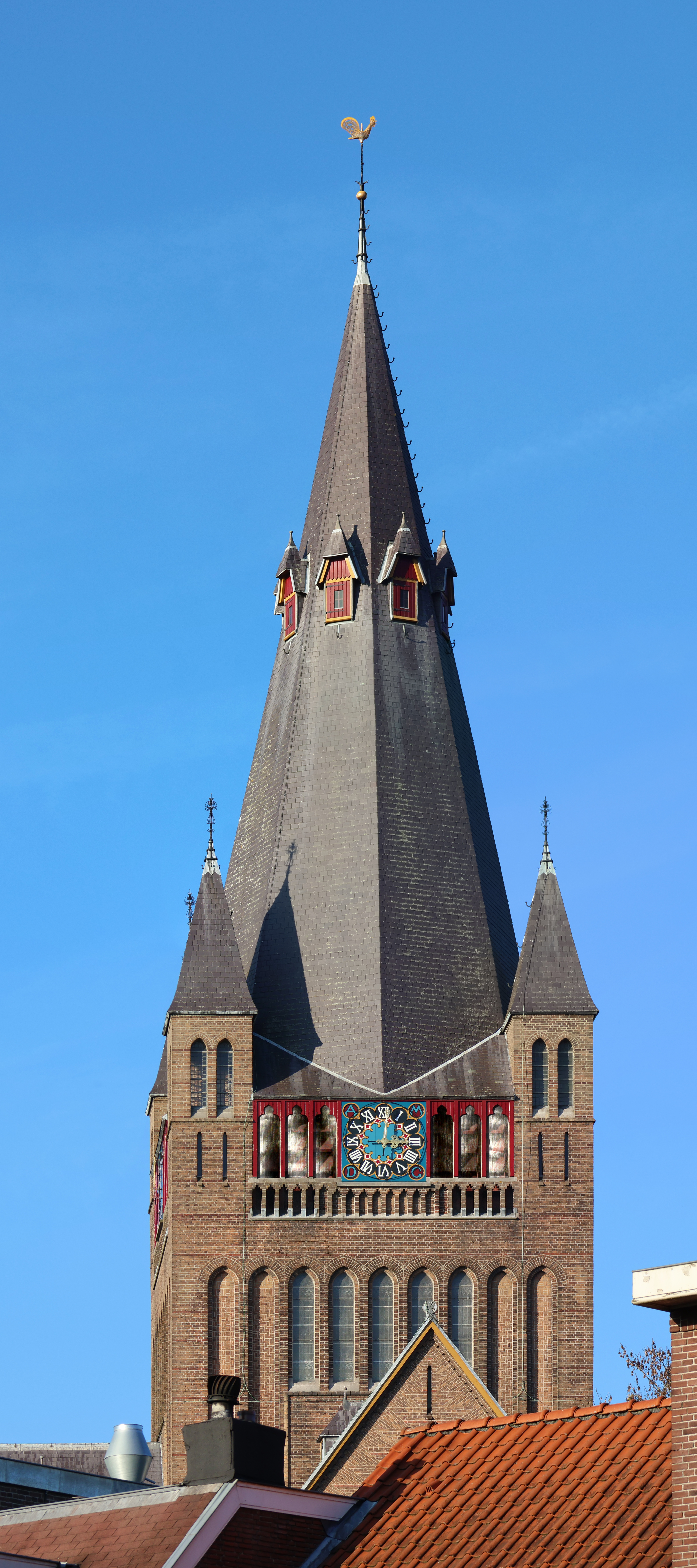
Toren Sint-Laurentiuskerk
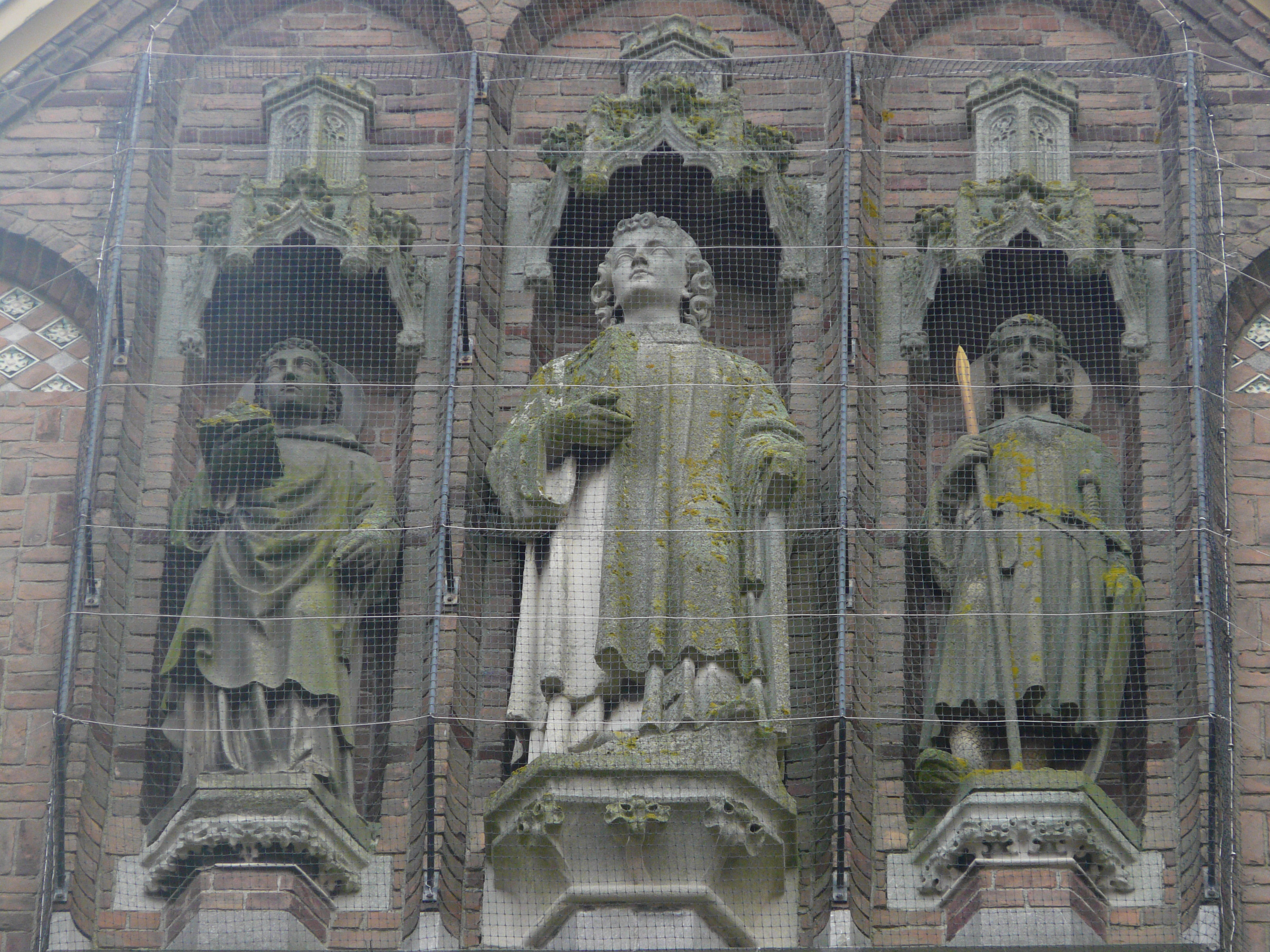
Beelden bovenaan voorgevel
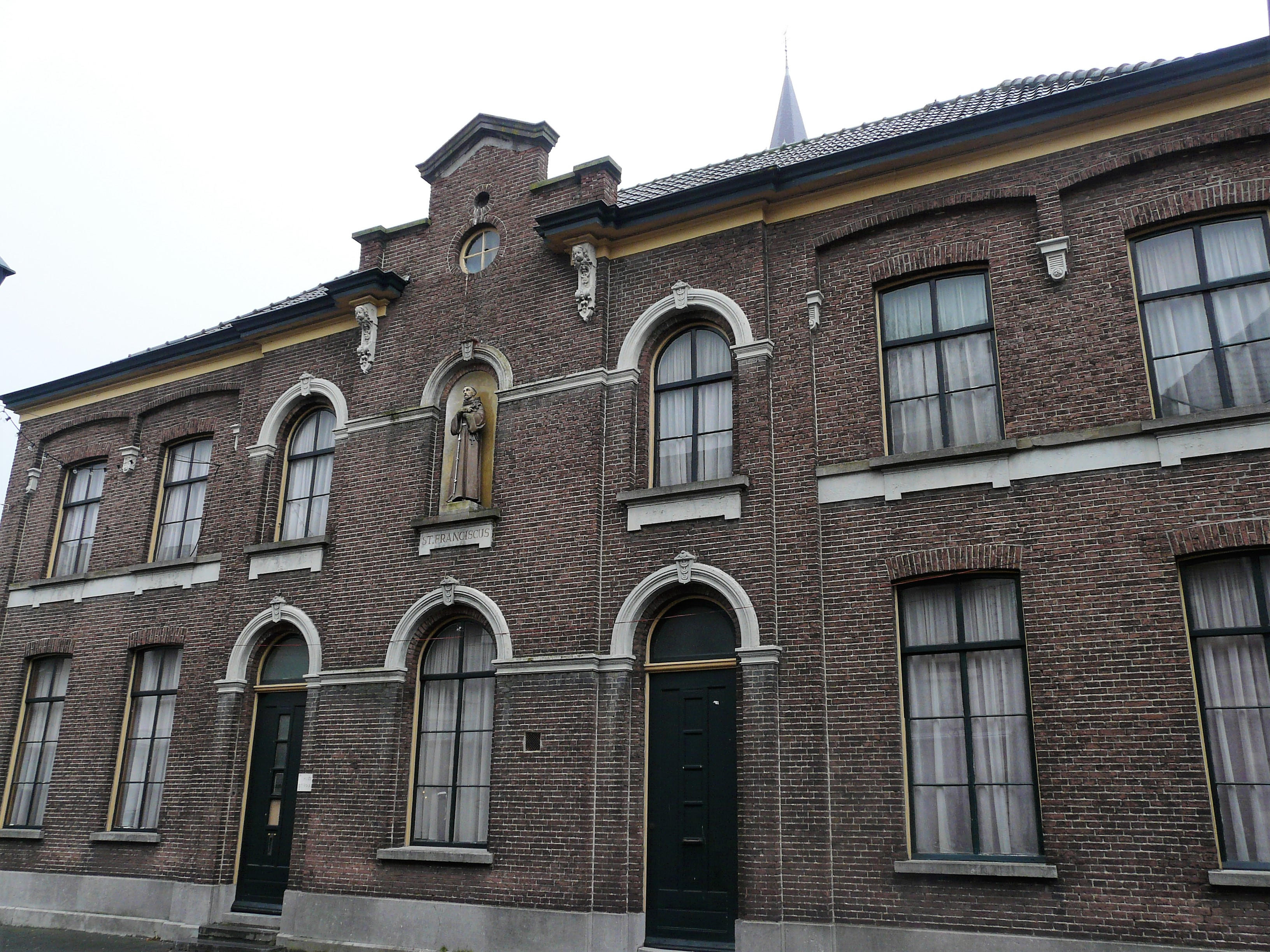
Voormalig St. Franciscus klooster
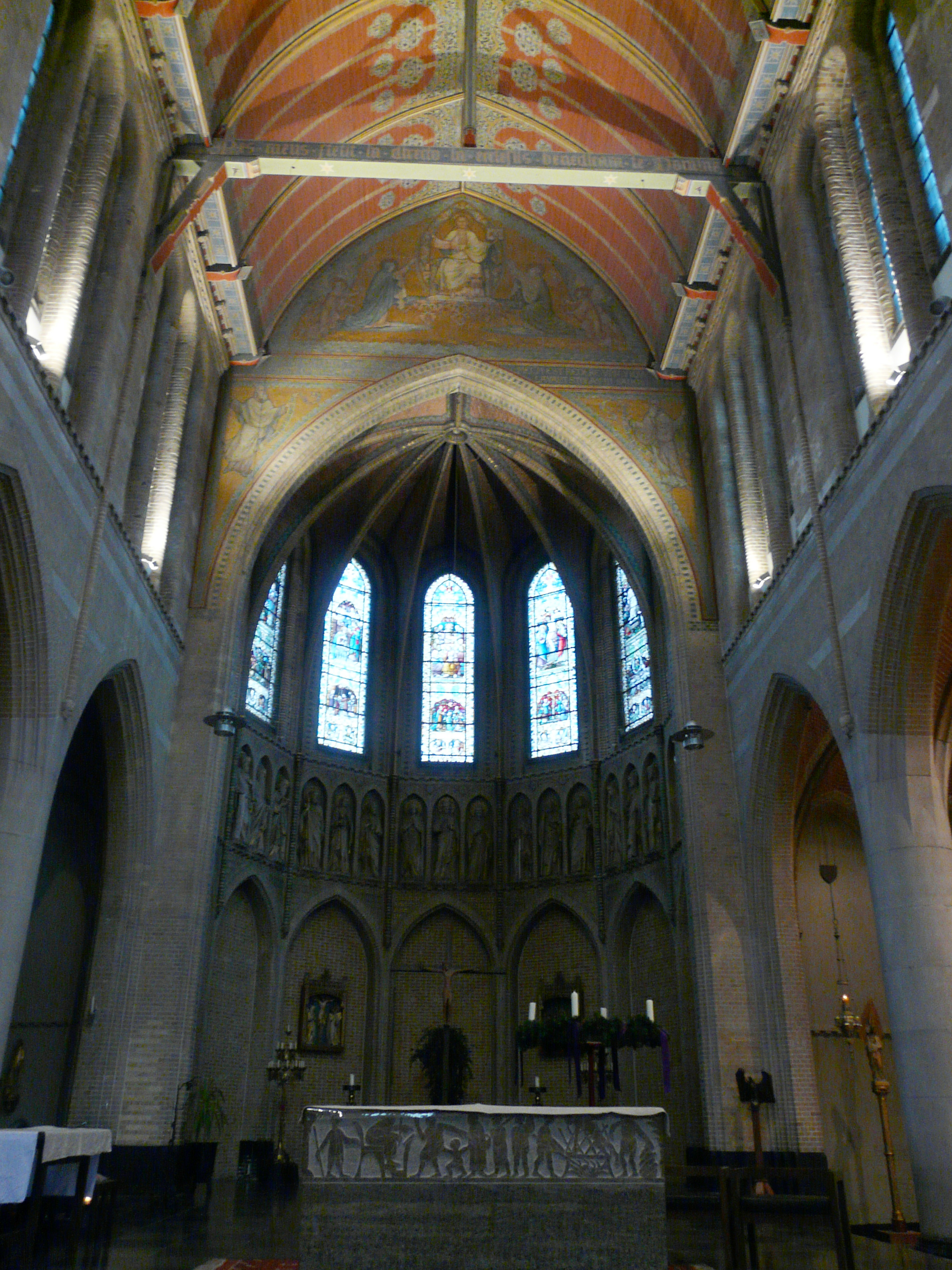
Interieur Sint-Laurentiuskerk
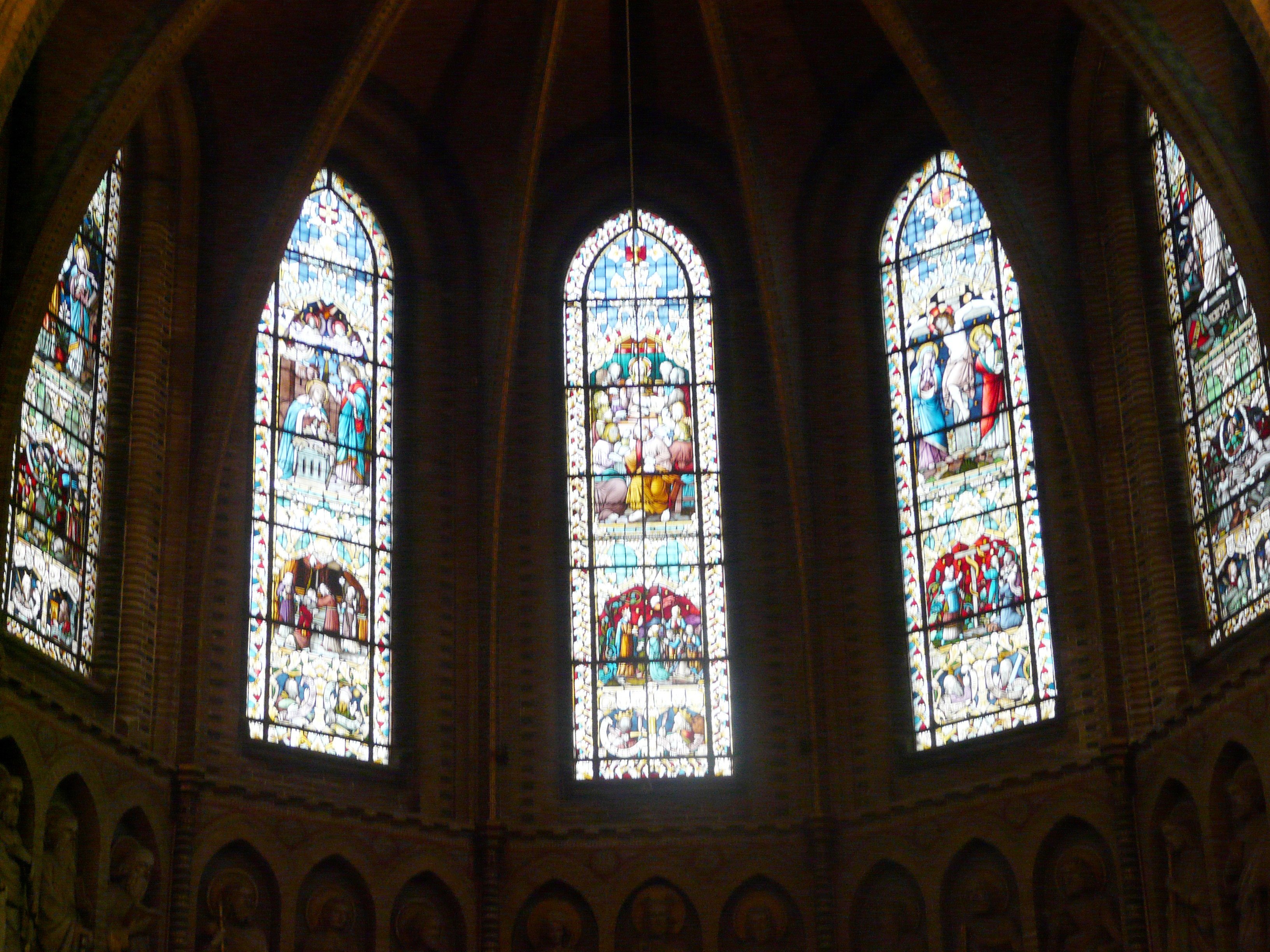
Gebrandschilderde ramen van het koor
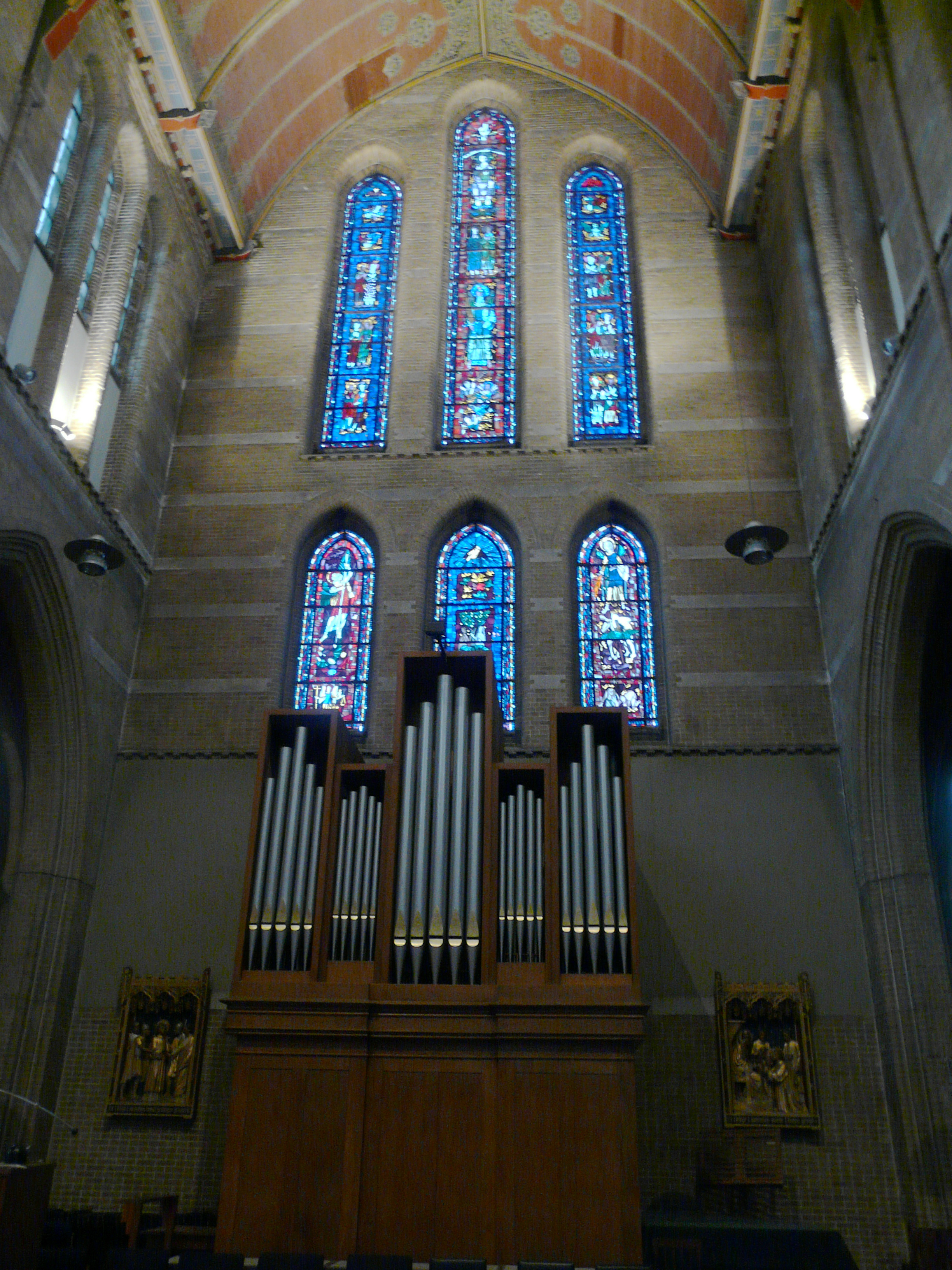
Orgel Sint-Laurentiuskerk
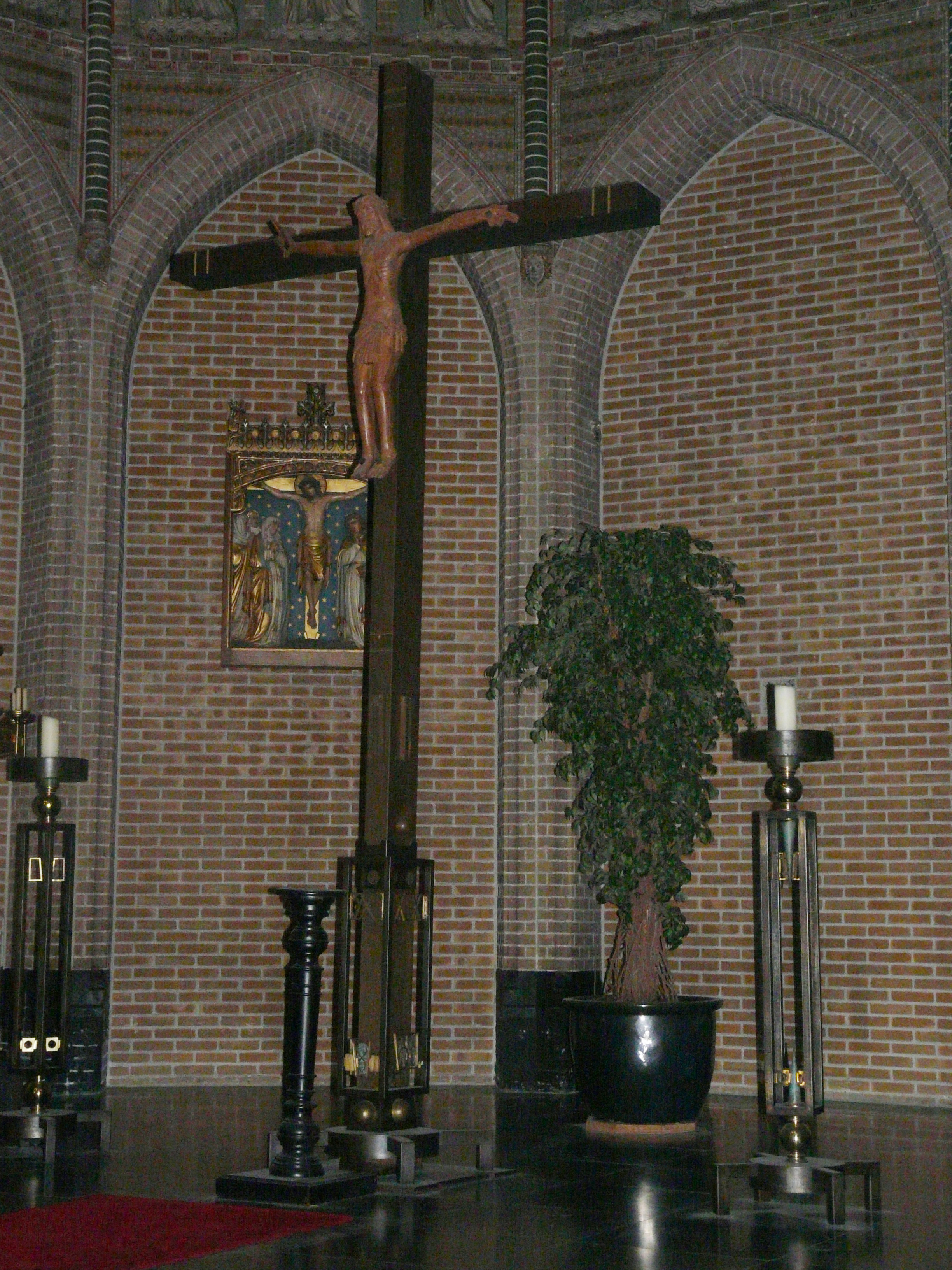
Interieur Sint-Laurentiuskerk
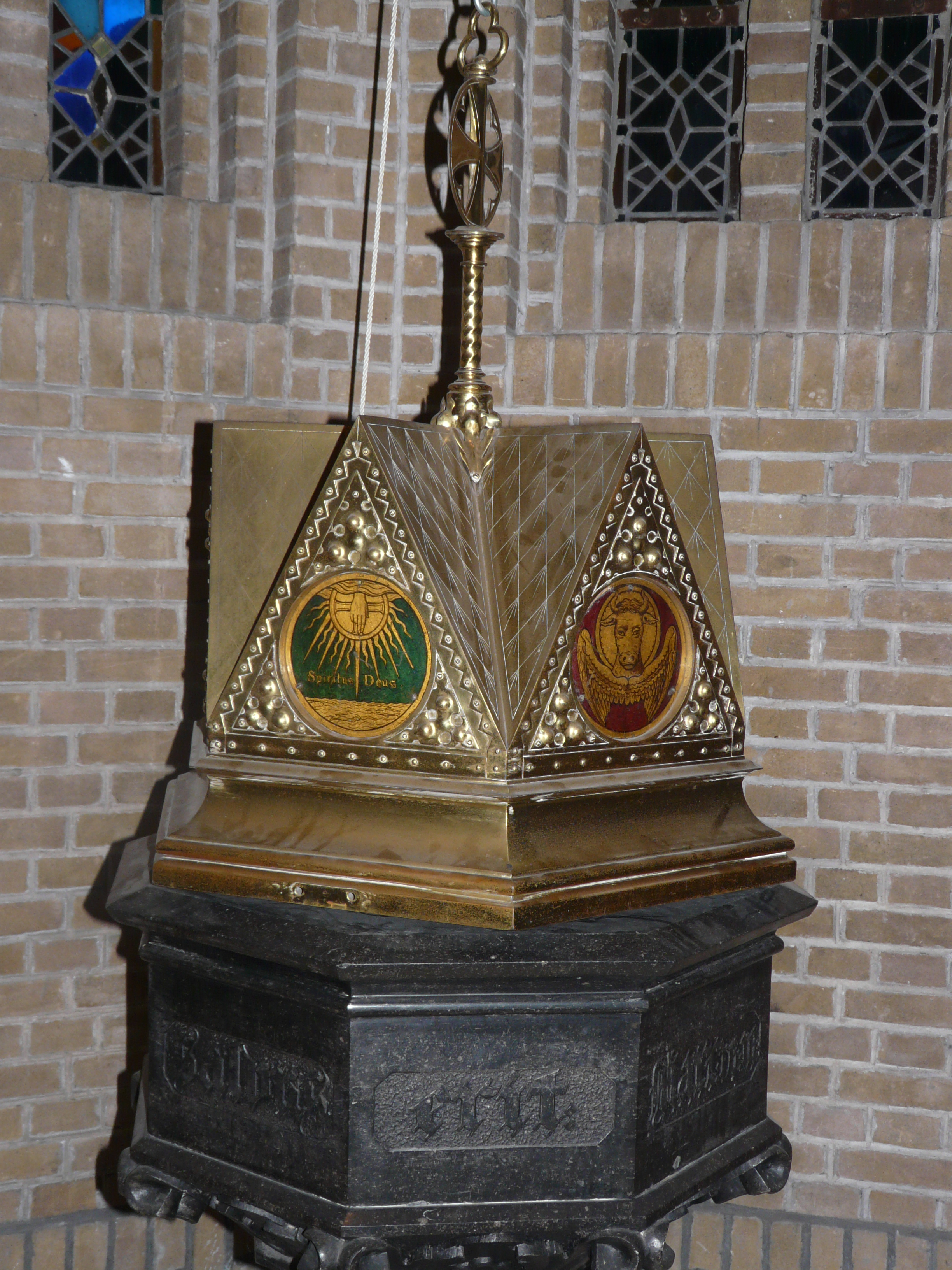
Doopvont Sint-Laurentiuskerk